# Casa grande de Valhermoso
La casa grande de Valhermoso es una mansión señorial del siglo XVIII situada en Valhermoso (Guadalajara, España).

## Arquitectura
Se trata de una construcción de aspecto sobrio y severo que mantiene intacto tanto su estructura externa como sus dependencias interiores. Está realizada en mampostería con dos plantas. La fachada va precedida de un gran patio cuyo acceso se hace por una puerta de sillería almohadillada con bolas de granito rematando las pilastras. La alta muralla que circunda el patio tiene remates triangulares y piramidales.
La fachada del edificio muestra una puerta de ingreso con cercos de sillar labrado y almohadillado, rematado por un frontón triangular que cobija un sencillo cartel donde figura la fecha de construcción del edificio: "Año 1754". A ambos lados de la puerta aparecen los vanos en forma de ventanales rectangulares protegidos por rejas de hierro forjado.
El interior conserva su traza primitiva: zaguán de entrada que da paso a diversas dependencias como cuadra, cocina o cuarto de aperos. De la planta baja arrancan las escaleras centrales que conducen a las dependencias del piso alto en el que se disponen el salón principal y las habitaciones. Encima de éstas, los tinados.

## Alrededores
Valhermoso se sitúa sobre el alto páramo molinés, y entre sabinares, surge esta pequeña población enclavada en el extremo del Parque Natural del Alto Tajo más cercano a Molina de Aragón. Es conocida por sus paisajes, flora y fauna, fundamentalmente ciervos y corzos, emblema escogido para ilustrar el sello del Camino del Cid. 